# Peter Mandl

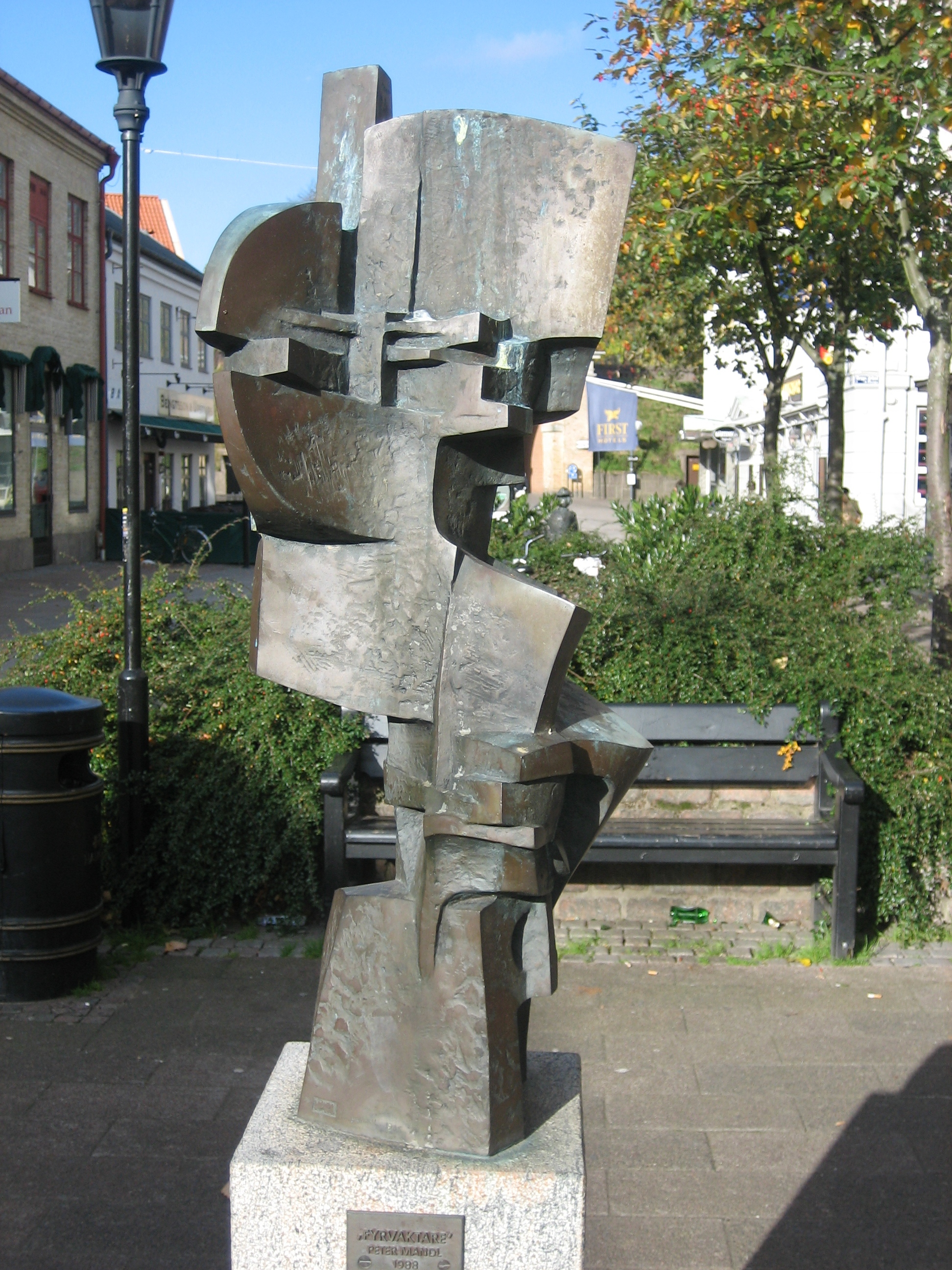
Skulpturen Fyrvaktare i Halmstad

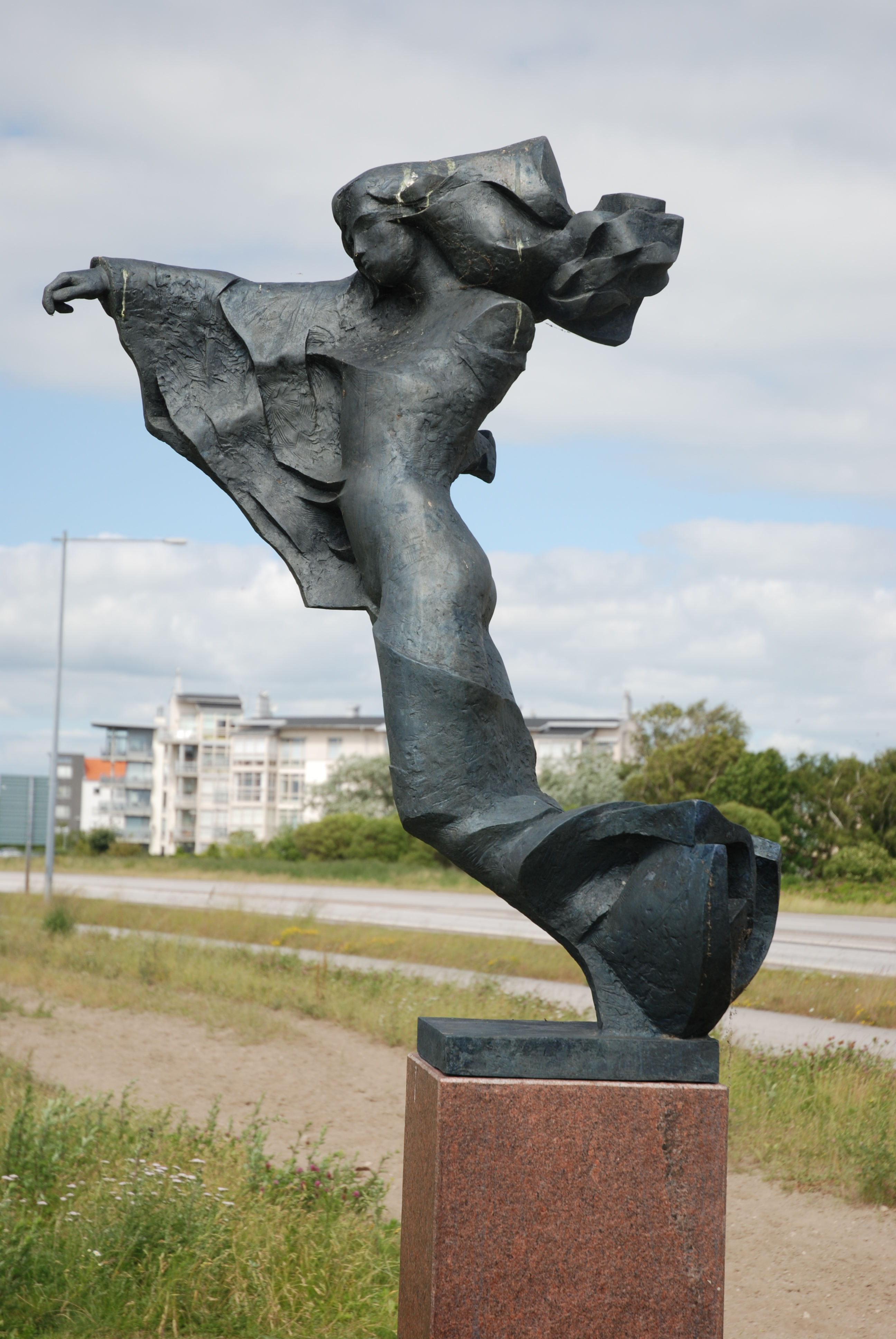
Skulpturen av Kassandra i Höllviken.

Peter Mandl, folkbokförd som Petr Mandl, född  4 mars 1947  i Prag, Tjeckoslovakien (nuvarande Tjeckien), är en tjeckisk -svensk skulptör. Han flydde med sin familj till Sverige när Warszawapaktens styrkor invaderade Prag 1968. Han är bosatt i Påarp utanför Halmstad med sin hustru Gunilla.
Peter Mandl har bland annat gjort ett antal kvinnofigurer i brons och glas, vilka för tankarna till hav och vind.

## Offentliga verk i urval
- Fyrvaktare i Halmstad
- Hebe (1992), brons, Vårdcentralen, Urmakaregatan 2 i Falkenberg
- Kassandra (1996), Höllvikens skulpturpark
- Kvinnogestalt (1988), brons, S:t Jörgens kyrkogård i Varberg
- Musica (1994), brons, parken vid Kungsgatan 12 i Varberg
- Oasen, brons, vid HFAB:s bostadskvarter Klotet i Halmstad

- Mandl är representerad vid bland annat Nationalmuseum[3] i Stockholm.